# Cerebratulus notabilis
Cerebratulus notabilis är en djurart som tillhör fylumet slemmaskar, och som beskrevs av Heinrich Bürger 1892. Cerebratulus notabilis ingår i släktet fläsknemertiner, och familjen Cerebratulidae. Inga underarter finns listade i Catalogue of Life.